# 德國陸軍特種部隊司令部
特種部隊司令部（德語：Kommando Spezialkräfte，縮寫：KSK）是德國聯邦國防軍陸軍的特種部隊指揮機構。該部隊曾多次的獲得美國和北約的嘉許，它亦經常奉命參與聯合反恐行動，最顯著的是在波黑和中東地區的行動。

## 歷史
從1973年直到1996年，西德（兩德統一後為德國）政府一直把執行各種反恐和特種作戰的職責給予德國聯邦警察（2005年之前為聯邦邊防軍）GSG 9，一支於1972年慕尼黑慘案後成立，接受過高度訓練的特種警察部隊。在1973年以前，陸軍中的遠距離偵察部隊（德語：Fernspäher）、海軍中的游泳作戰部隊（德語：Kampfschwimmer），和其後於1989年成立的特種武器護送連（德語：Sonderwaffenbegleitkompanien）為西德擁有的唯一可以匹敵外國特種部隊的軍事單位。隨著1997年1月1日KSK活躍後，幾乎所有隸屬特種武器護送連的分隊均遭到解散或併入這支新建立的部隊。
就像德國所有的軍事單位一樣，KSK的部署均需要獲得來自德國聯邦議院的授權。從成立至今，該部隊已從事過無數次在歐洲和其他地區的反恐行動，目前已知他們曾在波黑、科索沃和阿富汗活動過。基於這支部隊是這樣的單位，他們具體的行動細節，例如成功和傷亡率被認為是最高機密，必要時甚至還會向聯邦議院的最高級別成員隱瞞。這種做法引起了一些嚴重的問題，並導致一份協議的簽定，以增加透明度和問責性。協議的內容為：透過向聯邦議院的選定成員披露較詳盡的任務細節，並就KSK部隊的未來部署進行協商。
於2001年阿富汗戰爭期間，KSK雖在名義上受持久自由行動部隊的指揮，實則上自2005年起開始受駐阿富汗國際維和部隊指揮，並參與了鄰近駐喀布爾德軍據點的多次行動，包括於2006年10月成功破獲基地組織自殺式炸彈客的一間安全屋。KSK隊員亦向德國媒體就國家對他們所實施的限制作出評論，他們更以KSK曾在K-Bar特遣隊活躍為先例，表明希望以“持久自由行動—阿富汗部隊”的身份與美國人直接合作。

## 爭議

### 新納粹主義
2017年4月，有几个队员在为KSK第二连指挥官举行的告别聚会上“向希特勒致敬”。同年9月，一名KSK队员因为私藏枪支弹药而遭到处罚。
2018年，德國聯邦刑警局偵破一宗涉及KSK隊員的犯罪陰謀，約200名有著新納粹背景的現役KSK士兵和退役隊員企圖謀殺一些德國著名政治家，包括：克勞迪婭·羅斯、海科·馬斯和約阿希姆·高克等人。他們並密謀針對居住在德國的移民發動襲擊。同年，蒂賓根的檢察官調查在“告別”儀式使用了新納粹符號的士兵當中是否涉及KSK隊員。
2019年5月，KSK被曝光在突尼斯执行任务时向二战时期的德军非洲军团致敬。
2020年1月，德國軍方調查發現KSK有4萬8000發子彈，以及62公斤炸藥不翼而飛，同時KSK疑似有600多人是右翼極端主義支持者；5月時，還在1名KSK隊員家中，搜出6000發子彈、2公斤爆裂物和武器。2020年6月，德國國防部長安妮格雷特·克兰普-卡伦鲍尔宣佈因應KSK內部的極右勢力正在增長，德軍將會强制解散第2突擊連。據指，KSK的不良領導文化令它已部份疏離軍方的指揮鏈，而4個連隊當中的第2突擊連更被指是盛行著極端主義，故當局認為有必要以局部解散部隊的方式來把被荼毒的隊員一網打盡，而非只是單單換人就能了事。同時德軍決定在完成整肅前將暫停KSK的所有海外部署。2020年7月2日，德国官方针对KSK特种部队事件发布报告，指2017年、2020年、调查人员遇到“沉默之墙，而最近五年，总数超过千人的KSK内出现激进主义串联，军官和高级军士「公然传播纳粹思想」而不受罚，甚至计划出代号“X日”的军事政变，并编制了暗杀名单：从德国前总统高克，到国会议员，再到记者与少数族裔领袖。

## 指揮官
自KSK於1996年成立至今，這支部隊一共有10名司令，詳盡如下： 
- 1996 - 1998：Fredrich Schulz准將
- 1998 - 2000：Hans-Heinrich Dieter准將
- 2000 - 2003：BReinhard Gunzel准將
- 2003 - 2005：Carl-Hubertus Butler準將
- 2005 - 2007：Rainer Hartbrod准將
- 2007 - 2010：Hans Christoph Ammon准將
- 2010 - 2013：Heinz Feldmann准將
- 2013 - 2017：Dag Baehr准將
- 2017 - 2018：Alexander Sollfrank准將
- 2018至今：Markus Kreitmayr准將

## 架構

### 組織
- 特種部隊司令部 
  - KSK總部
    - 心理戰局
    - 語言局

  - 部隊開發組
  - 行動部隊
    - 第1突擊連
    - 第2突擊連
    - 第3突擊連
    - 第4突擊連
    - 特別突擊連
    - 培訓和發展中心

  - 支援部隊
    - 人員和供應連
    - 信號連
    - 支援連
      - 供應排
      - 保養排
      - 支援排

    - 醫療連

#### 行動部隊
戰備單位被分成4支約百人組成的突擊連。特別突擊連通常都擁有著經驗豐富的成員，以擔任各種支援角色。每四個連中有五個排，各自專司獨特任務，並且可以適應各種地形和局勢，但這也取決於其所需任務的類型：
- 第1排：陸上滲透
- 第2排：情報收集和空降作戰
- 第3排：兩棲作戰
- 第4排：在特殊的地理位置和氣象環境下（如山脈或極地地區）作戰
- 第5排：偵察和狙擊／反狙擊行動

每個排共有4支突擊班，各自包含約4名從德國陸軍挑選出來的熟練人員，這些人員均安排到最適合自己發揮能力的排上，隊員分別受過各方面的專業訓練，以作為武器專家、軍醫、戰鬥工兵或通信專家。此外，某些班可能還包含其他專家，如：重型武器或語言專家。

#### 支援部隊
總部及支援連主要負責部隊在國內的供給任務。該單位主要由以下編制組成：
- 總部排
- 材料排
- 供應梯隊
  - 伙食部
  - 交通排
  - 彈藥及補給排

信號連由3個信號排所組成。
支援連在行動中負責部隊的供應任務，它是由以下編制所組成：
- 維修排
- 供應排
- 跳傘裝備排

## 選拔和訓練

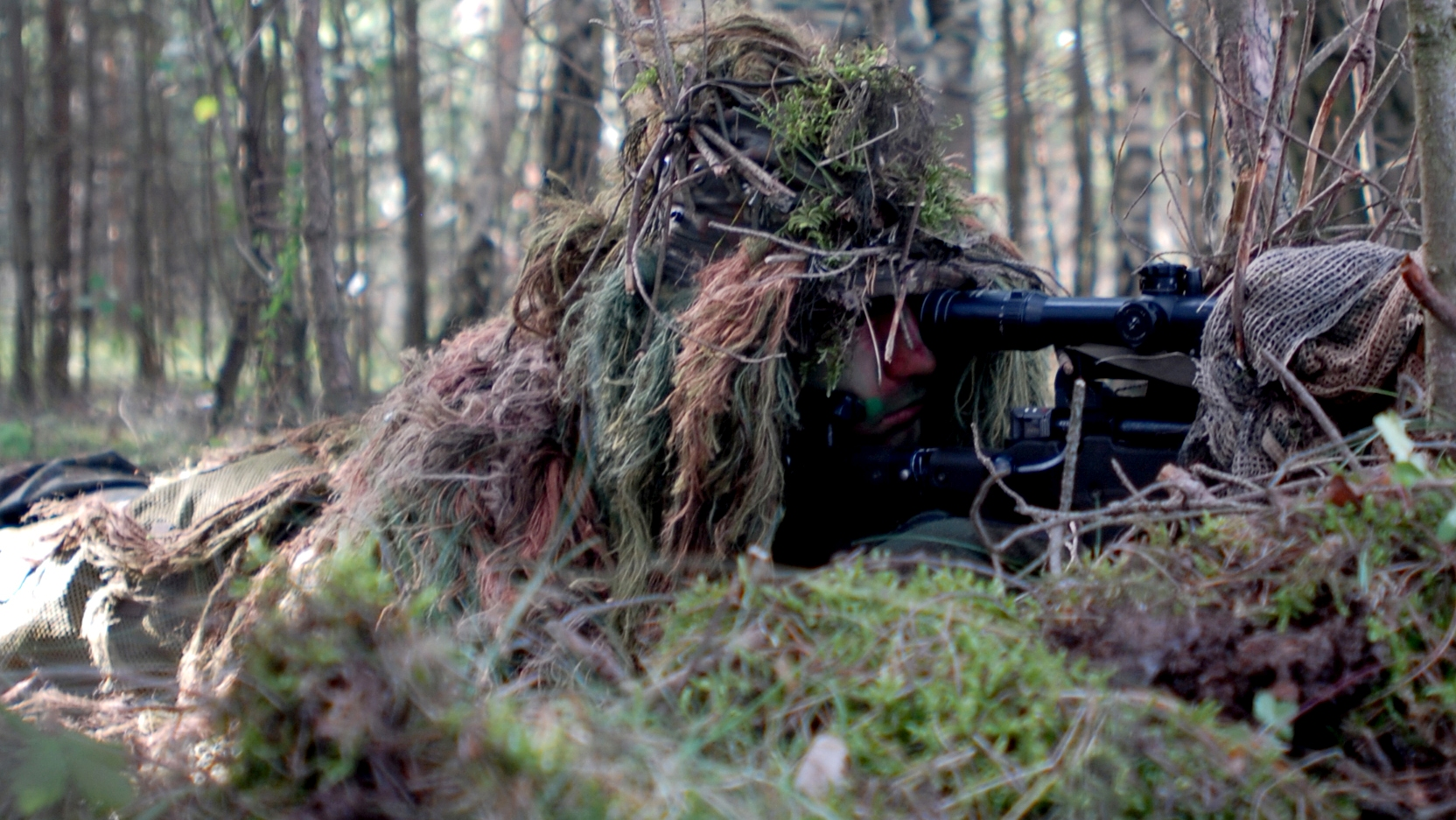
狙擊手訓練

最初，只有德國聯邦國防軍的軍官和士官才能夠申請加入KSK並進行試用。作為先決條件，申請人必須親自完成德國聯邦國防軍突擊隊課程（德語：Einzelkämpferlehrgang）。然而自2005年起，一般平民和常規部隊的士兵也能夠申請。在KSK劇烈的選拔過程開始之前參與者還必須先完成為期18個月的遠程監視訓練週期。
選拔過程分為兩個階段：一個為期三週的生理和心理訓練方案（通常合格率約40％），接著是三個月之久的體能耐力階段（通常合格率約8 - 10％）。在後一階段，KSK考核官會以黑森林作為考生的考場。在這段時間裡，考生必須接受艱苦和九十小時之長的越野跑，隨後就是要於德國為首的多國「特種作戰訓練中心」（前稱為「國際長距離偵察學校」）接受為期三週的國際「戰鬥生存課程」。
當成功完成選拔過程後，考生可獲允與KSK開始他們為期兩至三年的培訓週期。這些培訓場地包括叢林、沙漠，城市和在世界各地十七所以上的學校舉行的反恐課程；在挪威接受北極地形、奧地利接受山地地形；埃爾帕索、德州或以色列接受沙漠或叢林訓練；在聖地亞哥接受兩棲作戰訓練，和在伯利茲感受叢林體驗。
根據2008年5月的一則報導，德國聯邦國防軍正在招募女兵加入KSK。 這是基於KSK無法達到所需的目標人數。自德國聯邦國防軍於2001年向女兵開放各種單位後，KSK已不再局限於男性士兵的加入。

## 已知裝備

### 個人武器

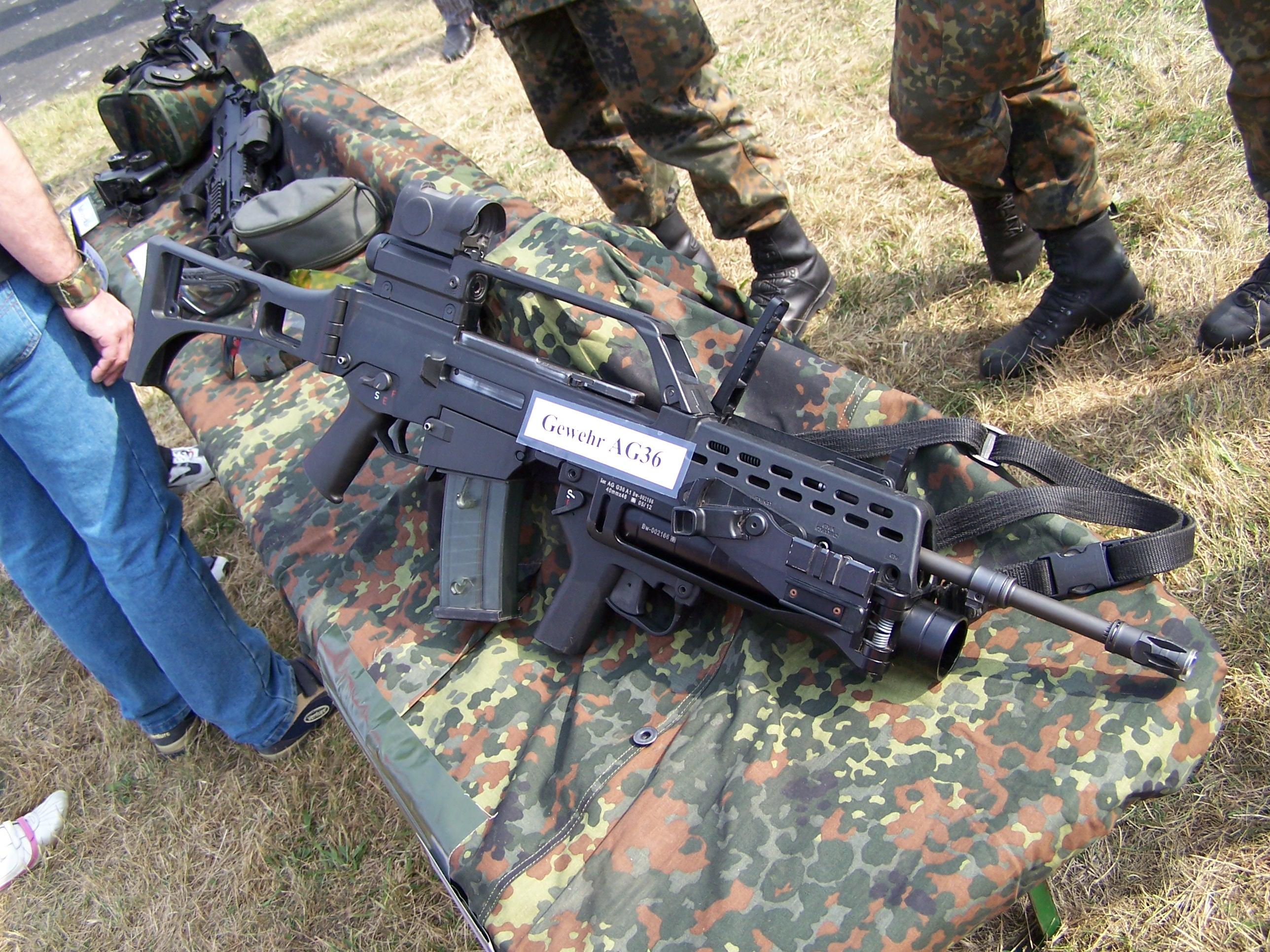
下掛於HK G36 A2突擊步槍上的HK AG36附加型榴彈發射器

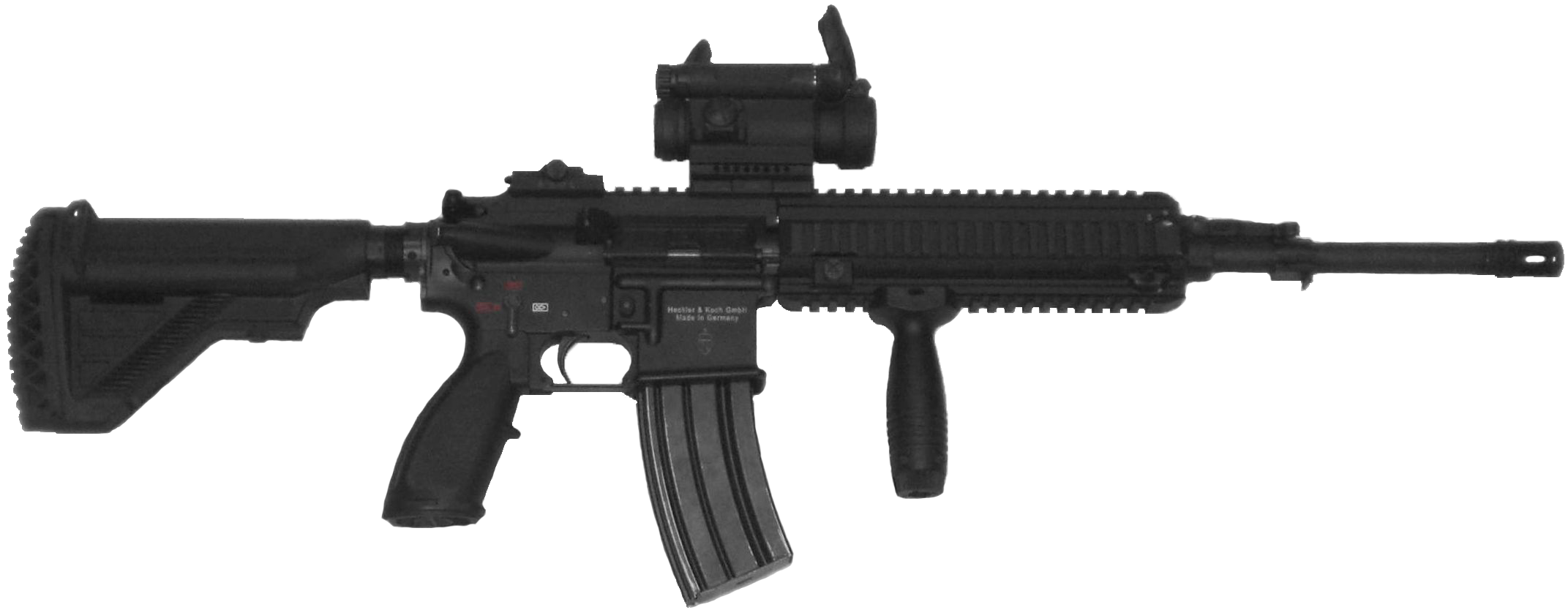
HK416突擊步槍

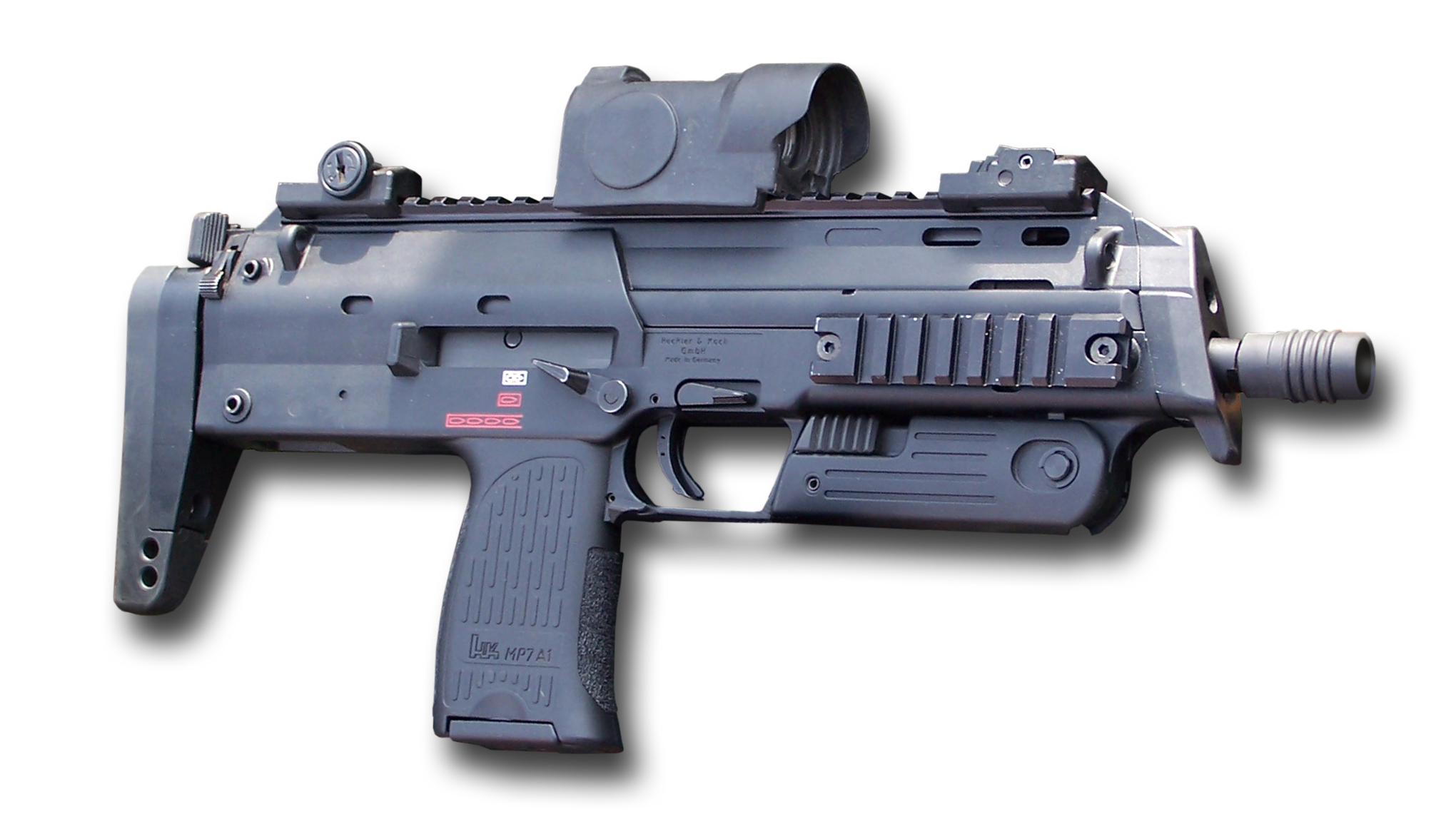
HK MP7衝鋒槍

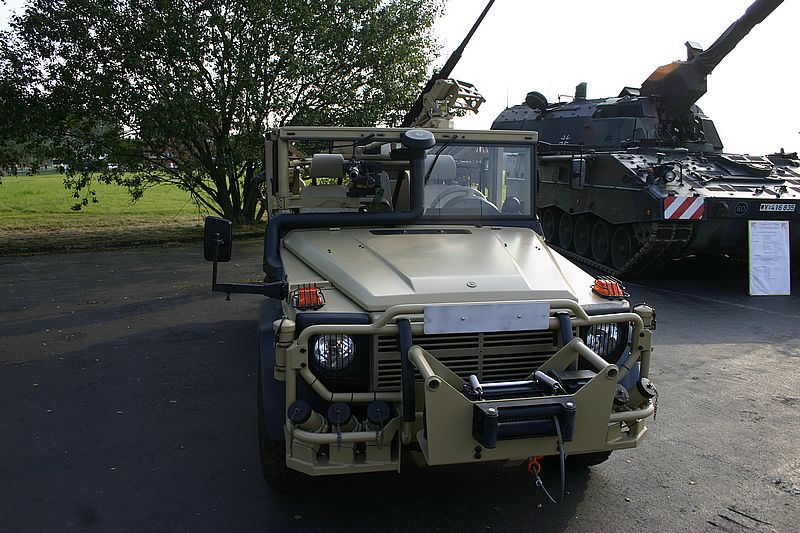
KSK的AGF

| 名稱               | 類型                   | 原產地 | 備註                                                           |
| ------------------ | ---------------------- | ------ | -------------------------------------------------------------- |
| HK P8              | 半自動手槍             | 德国   | -                                                              |
| HK P12             | 半自動手槍             | 德国   | -                                                              |
| HK P30             | 半自動手槍             | 德国   | 現時主力手槍                                                   |
| 華瑟PDP            | 半自動手槍             | 德国   | 命名為“P14”及“P14K”                                            |
| 克拉克17           | 半自動手槍             | 奥地利 | 命名為“P9”                                                     |
| HK MP5             | 衝鋒槍                 | 西德   | 包含著多種版本，當中包括MP5K和MP5SD                            |
| HK MP7A1           | 個人防衛武器／衝鋒槍   | 德国   | -                                                              |
| HK G36K            | 突擊步槍               | 德国   | 能裝上HK AG36附加型榴彈發射器，已退役                          |
| HK416A7            | 突擊步槍               | 德国   | 為目前主力步槍，命名為“G95”，能裝上斯泰爾GL 40附加型榴彈發射器 |
| HK437              | 突擊步槍               | 德国   | 命名為“G39”                                                    |
| HK417              | 戰鬥步槍               | 德国   | 能裝上斯泰爾GL 40附加型榴彈發射器，命名為“G27”                 |
| HK G28             | 狙擊步槍／精確射手步槍 | 德国   | -                                                              |
| HK MR308A6         | 狙擊步槍／精確射手步槍 | 德国   | 命名為“G210”                                                   |
| 黑內爾RS9          | 狙擊步槍               | 德国   | 命名為“G29”                                                    |
| 精密國際AWM-F      | 狙擊步槍               | 英国   | 命名為“G22”，已退役                                            |
| 精密國際AX         | 狙擊步槍               | 英国   | 命名為“G22A2”                                                  |
| 精密國際AW50       | 狙擊步槍／反器材步槍   | 英国   | 命名為“G24”                                                    |
| 巴雷特M107／M107A1 | 狙擊步槍／反器材步槍   | 美国   | 命名為“G82”                                                    |
| HK G8              | 輕機槍                 | 德国   | 已退役                                                         |
| HK MG4K            | 輕機槍                 | 德国   | -                                                              |
| HK MG5A2           | 通用機槍               | 德国   | -                                                              |
| 雷明登870          | 霰彈槍                 | 美国   | 主要用作破門                                                   |
| FIM-92刺針         | 攜帶型防空導彈         | 美国   | -                                                              |
| 坦克鐵拳3          | 火箭推進榴彈           | 德国   | -                                                              |
| 鬥牛士火箭筒       | 反坦克武器             | 德国   | -                                                              |
| HK AG36            | 下掛式榴彈發射器       | 德国   | 下掛於HK G36的護木上                                           |
| 斯泰爾GL 40        | 下掛式榴彈發射器       | 奥地利 | 下掛於HK416A7的護木上                                          |
| MGL                | 連發式榴彈發射器       | 南非   | -                                                              |

### 重型武器
| 名稱       | 類型             | 原產地 | 備註 |
| ---------- | ---------------- | ------ | ---- |
| 拉斐爾長釘 | 反坦克導彈       | 德国   | -    |
| HK GMG     | 全自動榴彈發射器 | 德国   | -    |

### 載具
- 梅賽德斯-賓士G系列多用途車輛
- LIV (SO) Serval（英语：AGF (Light infantry vehicle)）多用途車輛
- 雅馬哈ATV（全地形車）KODIAC 4x4
- 恩迪羅 KTM型 640 LC 4 （電單車）
- 赫格隆茨Bandvagn 206 全地形履帶車
- 雪上電單車LYNX GLX 5900 FC/E Army
- Klepper canoe

### 個人裝備
- 作戰服
  -  Flecktarn迷彩服
  -  Tropentarn（英语：Tropentarn）迷彩服
  -  Multitarn迷彩服
  -  Crye Precision G2作戰服（Multicam樣式）
- 戰術頭盔
  -  MSA TC APH
  -  Crye Precision Airframe Helmet
  -  Ops-Core FAST Ballistic
  -  Ops-Core FAST XP High Cut
  -  Galvion Batlskin Viper
  -  Hexonia Trivium High Cut
- 抗噪耳機
  -  3M Peltor Comtac XPI
  -  Invisio T7
- 夜視儀
  -  Theon Mikron
  -  Theon NYX
  -  AN/PSQ-36
  -  GPNVG-18
- 無線電
- 攜板背心
  -  Lindnerhof Taktik定製攜板背心
  -  Crye Precision JPC
  -  5.11战术 Tactec
- 戰術刀
- 各種手榴彈
- 降落傘和跳傘裝備

## 徽章

### 貝雷帽和徽章
KSK的成員會佩戴栗色貝雷帽以作為他們在空降部隊的象徵。另外他們各人亦會在帽上佩戴一枚金屬徽章。徽章上有一把被橡樹葉環繞的劍，劍的底部刻有一枚德意志聯邦共和國的國旗。

### 突擊隊徽章
突擊隊徽章（德語：Kommandoabzeichen）是一個穿在制服的左邊口袋上的布製徽章。其設計類似於戴在貝雷帽上的金屬徽章。它描繪了一把在淺綠色背景下由橡樹葉環繞的銀劍。該徽章已於2000年獲聯邦總統約翰內斯·勞允許使用。

### 部隊顏色
KSK部隊的部隊顏色（德語：Waffenfarbe）為綠色，類似於步兵單位。在成為獨立的軍事部隊之前KSK曾是步兵部隊的一部分。

### 國際標記符號
KSK的國際標記符號為字母SF，意思代表特種部隊。
- 戴在貝雷帽上的徽章
- 由步兵單位使用的部隊顏色
- 國際標記符號

## 流行文化

### 電子遊戲
- ：聯機模式中KSK為遊戲內登場的12支第一層級特種部隊的其中一支部隊。
- ：聯機模式中登場特戰兵，泥人（Golem）和克魯格（Krueger）都是有著KSK背景的人物。
- ：“裂网大行动”更新的幹员中，有一位来自KSK。

## 另見
- 美國陸軍特種部隊
- 三角洲部隊
- 海豹部隊
- 中央情報局特別活動中心
- 第2聯合特遣部隊
- 特種空勤團
- 行動應變及機動組
- 格魯烏特種部隊
- 阿爾法小組
- 信號旗小組
- 第707特殊任務團
- 特別行動任務組
- 第13突擊隊

## 外部連結
- Official site （页面存档备份，存于） （德文）
- Kommando Spezialkräfte (KSK) at Sondereinheiten.de （德文）